# Kurija Bedeković u Donjoj Lomnici
Kurija Bedeković u Donjoj Lomnici, rimokatolička građevina u mjestu Donja Lomnica, općini Velika Gorica, zaštićeno kulturno dobro.

## Opis dobra
Kurija Bedeković s pomoćnim gospodarskim objektima, okružena skupinom drveća, smještena je uz cestu koja vodi kroz naselje Donja Lomnica. Sagrađena je 1806. g. Riječ je o jednokatnoj kuriji pravokutne osnove građenoj od hrastovih planjki koju zaključuje visoko četverostrešno krovište. Prostorni koncept prizemlja čini središnji hodnik sa stubištem kojeg flankiraju po dvije pomoćne prostorije. U katu su stambene prostorije simetrično raspoređene na način da su bočno od središnje veće prostorije četiri manje prostorije. Kurija je u cijelosti očuvana u izvornom obliku uključujući drvenu stolariju i dio inventara. Vrijedan je primjer drvene kurije autohtonog karaktera na turopoljskom području.

## Zaštita
Pod oznakom Z-1894 zavedena je kao nepokretno kulturno dobro - pojedinačno, pravna statusa zaštićena kulturnog dobra, klasificirano kao "sakralna graditeljska baština".